# Kaupo de Turaida
Kaupo de Turaida (también Caupo de Thoreyda; en alemán: Caupo von Thoraida; en idioma letón: Kaupo no Turaidasm. m. 21 de septiembre de 1217) fue un caudillo de los livonios en el siglo XIII, algunas veces mencionado como rey de Livonia y citado como "quasi rex" (como un rey) en la crónica de Enrique de Livonia.
Fue el primer caudillo del Báltico de relevancia en convertirse al cristianismo. Posiblemente bautizado hacia 1191 por un sacerdote llamado Teodorico, fue un ferviente devoto de la cruz y amigo de Alberto de Buxhoeveden, obispo de Riga, quien le acompañó en su viaje a Roma entre 1203 y 1204 para presentarlo al papa Inocencio III. El Papa estuvo tan impresionado con Kaupo que le regaló una biblia. A su regreso, su clan se había rebelado contra la ocupación y Kaupo ayudó a conquistar y destruir su propia fortaleza de Turaida en 1212. La fortificación fue reconstruida dos años más tarde como castillo de piedra que se conserva hasta hoy.
Kaupo participó en las cruzadas bálticas contra los clanes paganos de Estonia y murió en la refriega que desembocó en la batalla del día de San Mateo en 1217 contra los 6.000 estonios del caudillo Lembitu. No tenía herederos varones ya que su hijo Bertold murió en 1210 en la batalla de Ümera también contra los estonios, por lo que había cedido su herencia a la Iglesia, pero la familia Lieven reclamó más tarde las propiedades justificando vínculos familiares maternos.
Los historiadores modernos estonios, letones y livonios no han llegado a un consenso sobre la figura histórica de Kaupo. Algunos lo consideran un traidor y enemigo de su pueblo, otros lo consideran un visionario que buscaba la cristianización de su gente e integrarla en la nueva Europa que se alzaba; ambos argumentos proceden de la visión sobre el concepto nacionalista del siglo XIX atribuido a un caudillo medieval.